# NGC 2129

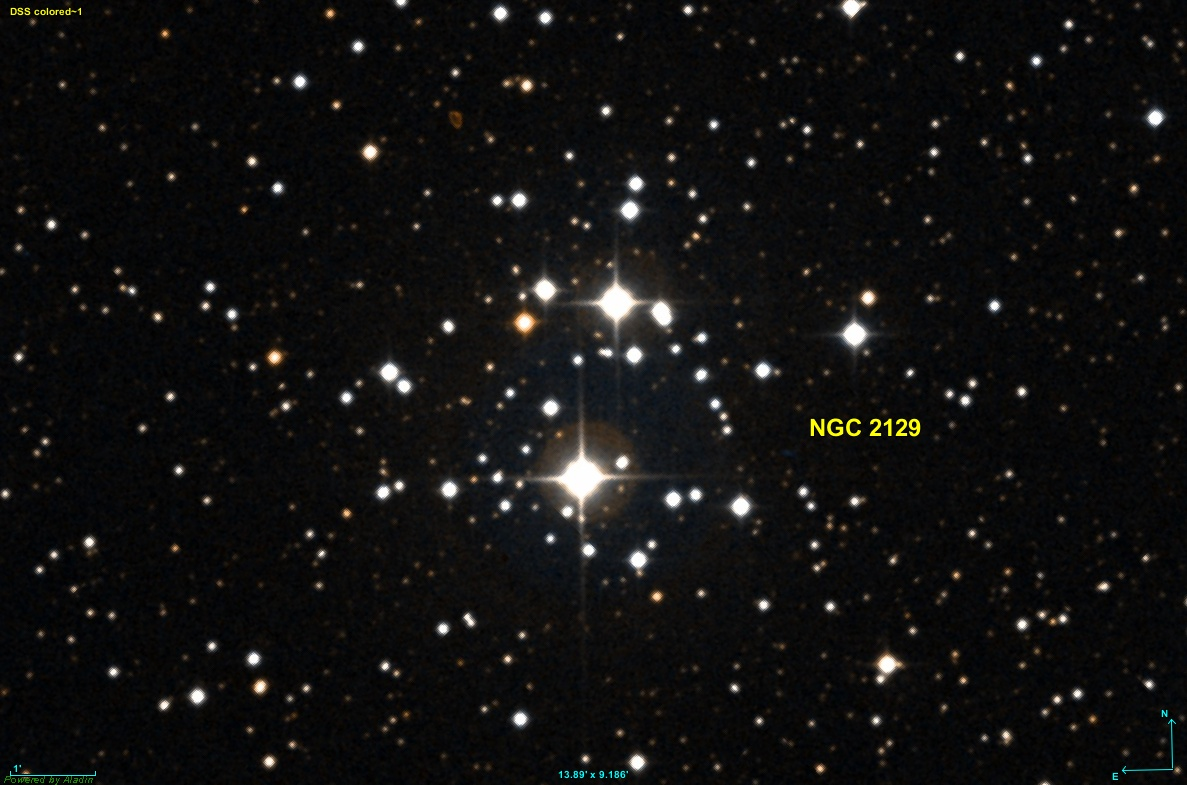
NGC 2129

NGC 2129 是雙子座中的一個疏散星團。它的角直徑為2.5角分，距離本地旋臂內的太陽約2.2±0.2kpc（約7,200光年）。在這個距離上，星團的角大小相當於直徑10.4光年。NGC 2129是一個非常年輕的星團，其年齡估計為1000萬年。